# Maura Breslin
Pour les articles homonymes, voir Breslin.
Maura Breslin (29 décembre 1914 - 10 février 1984) est une féministe et syndicaliste irlandaise.

## Biographie
Maura Breslin naît de Marie Breslin le 29 décembre 1914 à Dublin. Elle travaille d'abord comme infirmière au St. Brendan's Hospital de Dublin, où elle commence sa vie militante dans les syndicats avec l’Irish Women workers' Union (IWWU). Elle siège à l'IWWU comme déléguée à la Dublin Council of Trade Unions. Elle est élue présidente de l'union en 1958. En janvier 1969, elle est nommée secrétaire générale adjointe, avant de devenir secrétaire générale en 1971.
Tout au long de sa vie, Breslin fait campagne pour l'égalité des droits pour les femmes en milieu de travail et dans le mouvement syndical en Irlande. Elle a siégé en tant que membre du comité consultatif des femmes du Congrès irlandais des syndicats (Irish Congress of Trade Unions, ICTU). En 1973, elle est élue à l'exécutif de l'ICTU, la première femme à être élue depuis la fondation de l'ICTU en 1959. Breslin a été un membre actif de la campagne « travail égal, salaire égal » pendant les années 1960 et 1970, une question qui n'a pas été résolu jusqu'à ce qu'un arrêt de la cour européenne. En mars 1972, elle s'est adressée à la commission sur le statut des femmes sur les thèmes de l'égalité dans la formation, le recrutement et la promotion des femmes. Elle a particulièrement mis l'accent sur le manque de possibilités pour les jeunes femmes à faire le commerce de l'apprentissage. Durant les années 1970, Breslin a continué à faire campagne au nom de ceux sur les bas salaires, en ciblant les grandes entreprises, les employeurs comme la Banque d'Irlande du centre informatique.
Breslin a été forcée de prendre sa retraite en 1980, après trois années de mauvaise santé. Elle a tenté en vain d'obtenir un siège au sénat sur la liste du travail en 1981. Elle meurt le 10 février 1984.